# آخر شقاوة (فلم)
آخر شقاوة هو فيلم مصري عرض عام 1964م، بطولة أحمد رمزي وحسن يوسف ومحمد عوض وزيزي البدراوي، ومن إخراج عيسى كرامة.

## قصة الفيلم
داخل إحدى الشقق يعيش ثلاثة طلاب في كلية الطب (أنور، محسن، ومجدي)، تعرف أنور على عائلة يهودية من جيرانهم مكونة من الأب كوهين ليفي والذي لديه ابنتين جميلتين هما راشيل وإستر، وطفل صغير ليشع ووالدته فيكتوريا كوهين، نجح كوهين في خداع أنور الذي اهتم بإستر ثم براشيل، وكان مجدي يحب جارته آمال التي يقابلها فوق السطح بحجة صعودها لوضع الطعام للدجاج، كانت آمال ابنة شاكر أفندي الذي يعمل عند التاجر عدوي والذي يعامل العاملين لديه بالشدة، بدأ الحاج عدوي يغير من معاملته لشاكر أفندي، ثم طلب يد ابنته الطالبة بالجامعة آمال لكنها طالبت والدها بتأجيل الزواج حتى تحصل على الشهادة، لتبعد الحاج عدوي العجوز والثقيل ولتتيح الفرصة لمجدي لطلب يدها من والدها، كتب مجدي إلى والده يخبره برغبته في الزواج، فرح الوالد لأنه يريد أن يزوجه من فتاة غنية وفي غضون ذلك كانت الراقصة فردوس قد اتفقت مع والدة كوهين على ترك ابنها لديها عدة أيام، قرر كوهين وبناته القيام بخطة لابتزاز الطلبة، حيث بدأت راشيل تقنعه بأنه والد هذا الطفل، حدث ذلك أثناء تواجدهم في الإسكندرية وأقنع أنور بدوره صديقه محسن بأنه والد الطفل وترك لهم كوهين الطفل ليبحثوا عن حل مشكلته، ووصل والد مجدي وأقنعه أنور ومحسن أن الطفل هو حفيده فأخذ الجد الطفل، أعطاه إلى شاكر أفندي لكي يمنعه من إعاقة مستقبل ابنه بحيلة من ابنته، ولحسن الحظ عادت الراقصة فردوس لتأخذ طفلها فاضطرت عائلة كوهين إلى إرجاع الطفل والاعتراف بالحقيقة، فقام محسن وأنور بضرب كوهين كما اتضح أن الطفل هو ابن الحاج عدوي الذي تزوج فردوس عرفيًا فقرر شاكر أفندي وآمال رفض طلب الحاج عدوي للزواج ووافق على زواجها من مجدي.

## طاقم التمثيل
- أحمد رمزي: (مجدي)
- حسن يوسف: (أنور)
- محمد عوض: (محسن)
- زيزي البدراوي: (آمال)
- إستفان روستي: (الخواجة كوهين)
- محمد رضا: (عدوي)
- ميمي جمال: (راشيل)
- كريمة الشريف: (إستر)
- ثلاثي أضواء المسرح
  - سمير غانم
  - جورج سيدهم
  - الضيف أحمد
- علي رشدي: (شاكر أفندي)
- ليلى يسري: (زوبة الخادمة)
- آمال شريف: (فردوس)
- عبد الغني النجدي: (البوسطجي)
- فيكتوريا كوهين: (والدة كوهين)
- أحمد فرحات: (الطفل ليشع كوهين)
- قدرية كامل: (والدة مجدي)
- إسكندر منسي: (والد مجدي)
- حسين إسماعيل: (كمسري القطار)

## فريق العمل
- إخراج: عيسى كرامة
- تأليف: أنور عبد الملك
- مدير التصوير: مصطفى حسن
- مونتاج: عبد العزيز فخري
- موسيقى تصويرية: ميشيل يوسف
- إنتاج: كرامة فيلم
- توزيع: أفلام إدوار خياط